# Polska Partia Niepodległościowa
Polska Partia Niepodległościowa – Partia Nowej Prawicy – polska partia prawicowa, która została utworzona w 1985 przez byłych działaczy KPN i która zakończyła swoją działalność w 1993 po dołączeniu do Ruchu dla Rzeczypospolitej. Najbardziej znanym działaczem tej partii był Romuald Szeremietiew.
Formalnie powstała 22 stycznia 1985 – tę datę, rocznicę wybuchu powstania styczniowego 1863 wybrali założyciele partii, jednak przygotowania do powołania PPN zaczęły się jesienią 1984, po wyjściu z więzienia Tadeusza Stańskiego i Romualda Szeremietiewa.

## Geneza
Założycielami PPN byli niedawni działacze Konfederacji Polski Niepodległej. W KPN od początku, od 1979, istniało środowisko o orientacji niepodległościowo-narodowej związane z Romualdem Szeremietiewem. Odwołując się do historii polskiej myśli politycznej grupa ta podkreślała konieczność dokonania współczesnej syntezy dawnych kierunków ideowych kojarzonych z Józefem Piłsudskim i Romanem Dmowskim. Uważano, że z tradycji piłsudczykowskiej należy odrzucić tendencje autorytarne i pewne wpływy socjalizujące, a z ruchu narodowego wątki antysemickie i nieprzychylne wobec innych narodów, np. Litwinów czy Ukraińców.
Zwolennicy tych poglądów w grudniu 1984, na zwołanym Kongresie KPN przedstawili propozycje zmian. Były to m.in. żądanie przeobrażania linii politycznej Konfederacji na jednoznaczny kierunek prawicowy, zbliżony do linii programowej współczesnej demokratycznej prawicy na Zachodzie. Dotąd KPN usiłowała łączyć różne opcje polityczne, od narodowej demokracji do lewicy socjalistycznej. Przewodniczący KPN Leszek Moczulski uważał, że Konfederacja powinna nadal zachować taki „pluralistyczny” kształt programowy. Na Kongresie postulowano też zmianę modelu funkcjonowania KPN. W tym zwłaszcza utajnianie nowo przyjmowanych członków i tworzonych od nowa struktur terenowych Konfederacji oraz porzucenie tzw. wodzowskiego sposobu kierowania Konfederacją przez Leszka Moczulskiego. Także te postulaty Moczulski, wspierany na Kongresie przez młodych działaczy (Adam Słomka, Krzysztof Król) odrzucił.
W tej sytuacji twórcy przyszłej PPN, mimo liczebnej przewagi wśród uczestników Kongresu zdając sobie sprawę, że Leszek Moczulski nie pogodzi się z odebraniem mu przywództwa postanowili odejść. Nie zdecydowali się na rozłam w Konfederacji. Uznali, że będą prowadzić działalność w tworzonej od nowa innej organizacji w sposób zakonspirowany, przygotowując się na moment załamania się systemu komunistycznego, np. w formie strajku generalnego. Inicjatorami tego ruchu i założycielami PPN byli Zygmunt Goławski, Tadeusz Jandziszak, Maciej Pstrąg-Bieleński, Tadeusz Stański, Romuald Szeremietiew – do niedawna członkowie kierownictwa KPN.

## Organizacja
PPN była partią kadrową. Formułę jawną przyjęła w końcu lutego 1990, gdyż wtedy wystąpiono o sądową rejestrację PPN. Jej ówczesny stan liczebny był następujący: 729 członków (osoby płacące składki) i współpracujących z PPN około 12 tys. – według oceny władz partii. Organami naczelnymi PPN były Konwencja Krajowa będąca zjazdem delegatów i władzą najwyższą stronnictwa, a w okresie między kongresami partią kierowała Rada Naczelna i jej Prezydium. W skład prezydium wchodzili prezes PPN i przewodniczący Rady Szeremietiew oraz członkowie Prezydium: Ryszard Anders, Marian Banaś, Lech Jęczmyk, Andrzej Rozpłochowski (w USA), Stański.
Sprawami organizacyjnymi zajmowała się Centralna Komisja Wykonawcza pod przewodnictwem Tadeusza Stańskiego. W jej skład CKW wchodzili przewodniczący okręgowych Komisji Wykonawczych.
Publikacje PPN wydawała oficyna „Wydawnictwo im. Jerzego Łojka”, nazwana tak dla upamiętnienia zmarłego historyka, który wspierał koncepcyjnie działania programowe PPN. Wydawano przegląd polityczny „Polska Niepodległa”, pismo młodzieży PPN „Hotel Lambert”  oraz biuletyny terenowe PPN, m.in. „Sprawa”, „Polska Niezależna”, „Czyn Niepodległy”, „Szaniec”. Drukowano plakaty i znaczki. Wybito też medal pamiątkowy PPN.

## Działalność
Poza pracami organizacyjnymi, tworzeniem struktur partii, akcją wydawniczą i informacyjną PPN zabiegała o stworzenie porozumień z ugrupowaniami widzącymi podobnie cele polskiej polityki i odrzucające ugodę z komunistami. Tu za głównego partnera władze PPN uważały "Solidarność Walczącą” Kornela Morawieckiego. W praktyce okazało się, że w terenie często dochodziło do sytuacji, gdy członkowie SW i PPN działali solidarnie w obu organizacjach, czasem należąc do obu organizacji. W grudniu 1988  PPN i SW zawarły porozumienie o współpracy.
Osiągnięciem PPN było stworzenie Porozumienia Partii i Organizacji Niepodległościowych (maj 1987), które przez ponad dwa lata stanowiło forum współdziałania wszystkich ugrupowań niepodległościowych. Poza PPN były to: Organizacja Liberalnych Demokratów „Niepodległość”, Ruch Polityczny „Wyzwolenie”, Organizacja „Wolność – Sprawiedliwość – Niepodległość”, Unia Demokratów „Baza” i Grupa Polityczna „Samostanowienie”.
W swojej publicystyce i akcjach o charakterze zewnętrznym PPN ostro krytykowała „okrągły stół” widząc w nim akt zdrady ideałów Sierpnia 80. Z tych samych powodów ogłosiła bojkot wyborów w 1989 r.
Na terenie kraju ścisłą współpracę PPN nawiązała ze związkowymi opozycjonistami wobec Lecha Wałęsy skupionymi w Grupie Roboczej Komisji Krajowej „Solidarności” (Andrzej Gwiazda, Seweryn Jaworski, Marian Jurczyk, Jerzy Kropiwnicki, Andrzej Słowik). Działacze PPN uczestniczyli w pracach Grupy i prowadzili działania na rzecz demokratycznego wyboru władz reaktywowanego związku „Solidarność”. Szczególnie intensywną działalność prowadzono na terenie Trójmiasta wspólnie z Federacją Młodzieży Walczącej, której niektórzy działacze z czasem zaczęli występować jako organizacja młodzieżowa PPN i zaczęli obejmować ważne funkcje w PPN.
Sporo wysiłku PPN kierowała na tereny Białorusi i Litwy. Zdołano zorganizować przedstawicielstwa partii na terenie Grodna i Wilna. Jedno z posiedzeń Rady Naczelnej PPN odbyło się w Wilnie, w czasie obchodów 200-lecia uchwalenia Konstytucji 3 maja zorganizowanych przez PPN i organizacje kresowe.
Po utworzeniu rządu Jana Olszewskiego działacze PPN trafili do administracji państwowej (prezes PPN został wiceministrem, a następnie ministrem obrony narodowej). Po odwołaniu rządu w czerwcu 1992 PPN zbliżyła się do środowiska politycznego byłego premiera i weszła w skład nowo powołanej przez Olszewskiego partii Ruch dla Rzeczypospolitej.
W styczniu 2025 odbyły się uroczystości z 40. rocznicy powstania Polskiej Partii Niepodległościowej.